# 7046 Reshetnev
7046 Reshetnev eller 1977 QG2 är en asteroid i huvudbältet som upptäcktes den 20 augusti 1977 av den rysk-sovjetiske astronomen Nikolaj Tjernych vid Krims astrofysiska observatorium på Krim. Den har fått sitt namn efter Mikhail F. Reshetnev.
Asteroiden har en diameter på ungefär 11 kilometer och den tillhör asteroidgruppen Eos.